# 한탄바이러스
한탄바이러스(Hantann River Virus 혹은 그대로 Hantaan Virus, HTNV)는 대한민국의 토종 바이러스로, 1976년 이호왕에 의해 처음 발견되었으며, 발견된 한탄강의 이름을 따서 지어졌다. 그 후 이 바이러스 분류의 이름인 한타바이러스에 영향을 미친 바이러스기도 하다.
한국내에서 신증후군 출혈열의 70%는 한탄바이러스에 의해 유발되며, 시골의 등줄쥐(Apodemus agrarius)를 주된 숙주로 삼으며, 1.5~12%의 치사율을 보이고 있으나, 경우에 따라 35%로 해석하는 경우도 있다. 한탄바이러스는 대한민국, 중국, 대만, 러시아 동부지역, 남유럽등에 퍼져 있으며,1990년에 약독화 백신인 한타박스가 개발되었다. 한탄바이러스는 등줄쥐의 오줌에서 비롯되는 것으로 추정하고 있다.

## 역사
한탄바이러스는 한국전쟁으로 인해 알려지게 되었는데, 당시 UN 평화유지군에서 3200명의 사상자를 냈기 때문이다. 그후 1976년 이호왕에 의해 처음 정체가 규명되게 된다.